# Ilha Verde
Ilha Verde, toponyme portugais signifiant en français « île verte », en mandarin 青洲, Qīng Zhōu, est une ancienne île de Chine qui, à force de remblai et de sédimentation, est désormais rattachée au continent et notamment à la péninsule de Macao.

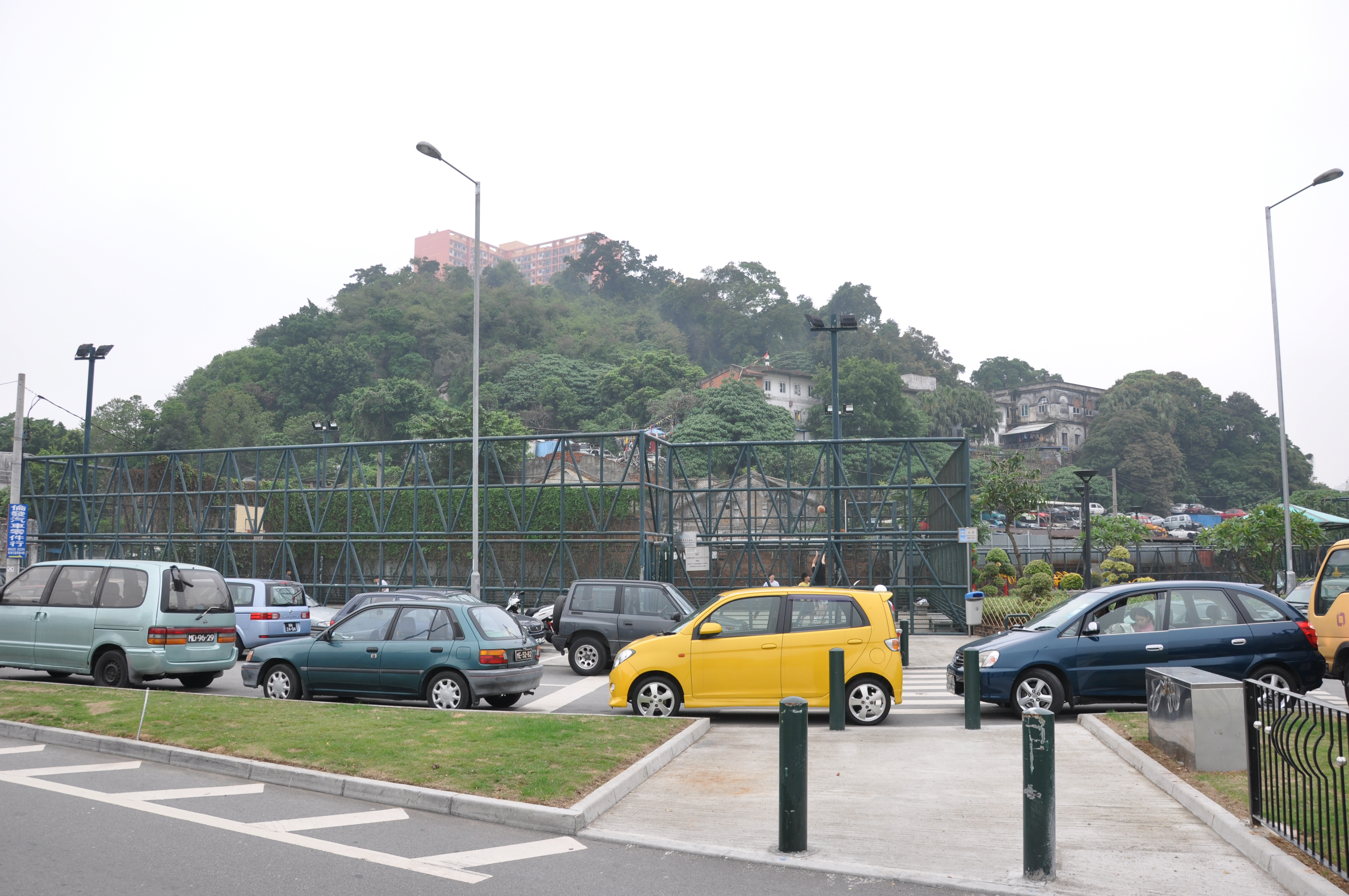
Vue de Ilha Verde rattachée au continent et urbanisée en 2010.